# Fibula prenestina
La fibula prenestina è una spilla in oro della metà del VII secolo a.C., ritrovata a Palestrina (l'antica Praeneste, ossia Preneste), che riporta un'iscrizione in latino arcaico considerata il più antico documento scritto in lingua latina. L'autenticità dell'iscrizione è stata a lungo oggetto di dibattito - in particolare, a partire dalla seconda metà del XX secolo – fino al 2011, quando è stata accertata – tramite analisi con microscopio elettronico a scansione e microsonda elettronica – la corrispondenza delle tecniche di fabbricazione del monile con quelle di realizzazione della scritta e con l'età ipotizzata dagli archeologi.
La fibula è esposta al Museo delle Civiltà a Roma, ivi confluita dalle collezioni del vecchio Museo Pigorini, dove era conservata. Una sua riproduzione moderna è esposta nella collezione epigrafica del Museo nazionale romano delle Terme di Diocleziano.

## Origine della fibula
La fibula fu presentata per la prima volta nel 1887 dall'archeologo tedesco Wolfgang Helbig (1839-1915) presso l'Istituto Archeologico Germanico di Roma, ma senza che fosse fornita alcuna indicazione circa il luogo del ritrovamento. Egli sostenne di averla acquistata da un amico nel 1886, ma indicò successivamente come luogo del rinvenimento la tomba Bernardini di Palestrina (scoperta nel 1851 e scavata a partire dal 1871), dal cui corredo funebre la spilla sarebbe stata rubata. L'oggetto venne quindi inserito nell'inventario dei ritrovamenti della tomba Bernardini fino al 1919, data in cui venne ritirato a causa della mancanza di certezze archeologiche sulla sua esatta provenienza e sul contesto di reperimento.
Una fibula simile - d'oro e recante un'iscrizione - venne ritrovata in Etruria a Clusium (Chiusi). Altre fibule dello stesso tipo, datate tra l'VIII e il VII secolo a.C., sono state ritrovate ancora in Etruria, ma anche nel Lazio e in Campania.

## Descrizione
La fibula è lunga 10,7 cm ed è realizzata in oro. Appartiene alla classe delle fibule "a drago", una versione evoluta e più raffinata delle fibule "ad arco serpeggiante", che nella protostoria italiana sono ornamenti tipicamente maschili. Si presenta di profilo come un elemento a più gomiti con due barrette trasversali, che si prolunga in un ago o ardiglione il cui tratto distale è contenuto in una staffa allungata (una sorta di astuccio aperto lateralmente) su cui è incisa l'iscrizione, in latino arcaico, con andamento da destra a sinistra (tecnicamente, presenta un ductus sinistrorso).

L'iscrizione, compresi gli allungamenti vocalici, si legge come di seguito:
E viene fatta corrispondere, "traducendola" in latino classico, a MĀNIVS MĒ FĒCIT NVMERIŌ, ossia «Manio mi ha fatto per Numerio».

## Analisi linguistica
Gli argomenti linguistici a favore dell'antichità dell'iscrizione sono i seguenti:
- la redazione da destra a sinistra, dal momento che la direzione sinistrorsa è prevalente su quella destrorsa nei documenti più antichi;
- la forma arcaica delle lettere, paragonabili a quelle delle iscrizioni greche di Cuma (è bene ricordare che i primi alfabetari a cui Etruschi e Latini attinsero provenivano dalle colonie greche in Campania);
- la scrittura arcaica della consonante latina f per mezzo del digramma ‹FH› per rendere un suono plosivo fricativizzato, uso mutuato dalla tradizione etrusca (in Etruria, infatti, per trascrivere il suono /f/ veniva impiegato ‹FH› in compresenza con la variante ‹VH›, mentre il digamma ‹ϝ› veniva usato per rendere /w/, cioè la /u/ semivocalica);
- la morfologia arcaica, con il nominativo in –ŏs (con o non ancora "oscuratasi" in ŭ), il dativo in –ōi (non ancora normalizzato e "analogizzato" in -ī), il pronome personale di prima persona all'accusativo mēd (con estensione analogica della desinenza ablativale -d mutuata dai temi in -e/-o), il verbo al perfetto nella forma, di eredità indoeuropea ma non più produttiva, con raddoppiamento sillabico della consonante iniziale con inserimento della vocale media anteriore e: fhe-fhaked (oltre al relitto morfologico del raddoppiamento, in questa forma verbale si notano la non ancora avvenuta chiusura di -ă- in -ǐ per effetto della cosiddetta "apofonia latina" e la persistenza della desinenza secondaria -d tipica del tema del perfetto, non ancora cancellata per influsso analogico dalla desinenza primaria -t, che si ritroverà nel classico fēcǐt);
- l'assenza in NUMASIOI del fenomeno del rotacismo, cioè della trasformazione di -S- intervocalica in -R- monovibrante dopo una fase intermedia di sonorizzazione e affricazione di -S- in -Z- (il rotacismo, infatti, si verificò dal VI secolo a.C. fino al IV inoltrato, dopodiché cessò);
- l'assenza di "indebolimento" delle vocali nelle sillabe successive alla prima, sempre per apofonia latina non ancora innescatasi (in NUMASIOI, -A- non muta in -E- chiudendosi e cambiando timbro).

## Dibattito sull'autenticità
I primi dubbi sull'autenticità dell'iscrizione furono sollevati già all'inizio del XX secolo, favoriti dalle circostanze confuse e non documentate della scoperta. Ciononostante, la fibula è stata a lungo menzionata nelle pubblicazioni su Roma antica. Nel 1977, la spilla venne esposta a Parigi in occasione di una mostra al Petit Palais sulla nascita di Roma. Il catalogo dell'esposizione ne presentava due foto e la inseriva tra gli oggetti provenienti dalla tomba Bernardini. Le foto, scattate dall'alto e dalla faccia posteriore, evitavano di mostrare la discussa iscrizione, che veniva tuttavia menzionata nei testi introduttivi al catalogo.
Nel 1980, l'epigrafista italiana Margherita Guarducci sostenne pubblicamente che non solo l'iscrizione, ma la stessa fibula fosse un falso, frutto della collaborazione tra Wolfgang Helbig e l'antiquario Francesco Martinetti. Quella della Guarducci fu la presa di posizione più netta a sfavore dell'autenticità del monile, ma non raccolse unanimità di consensi in seno alla comunità scientifica, e il dibattito rimase aperto fino al 2011, allorquando la controversia fu risolta grazie ad un'indagine condotta da Daniela Ferro dell'Istituto per lo Studio dei Materiali Nanostrutturati (Ismn) del CNR e da Edilberto Formigli, restauratore e docente presso l'Università "La Sapienza" di Roma e quella di Firenze.
L'analisi della superficie della fibula, effettuata tramite un microscopio elettronico a scansione e una microsonda elettronica con spettrometro a raggi X in dispersione di energia, ha permesso di stabilire la congruenza tra l'età ipotizzata del manufatto (cioè il VII secolo a.C.) e le tecniche orafe delle maestranze etrusche dell'epoca. Si è inoltre scoperto che la fibula era stata riparata anticamente con una lamina a foglia d'oro per nascondere una piccola frattura che si era formata nella staffa.

### Alcune edizioni del testo
- Corpus Inscriptionum Latinarum, I, 3.
- Ernst Diehl, Altlateinische Inschriften, n. 719, 3ª ed., Berlin, 1930.
- Vittore Pisani, Testi latini arcaici e volgari, Torino 1960, nº A 3.

### Studi
- Jacques Heurgon, Recherches sur la fibule d'or inscrite de Chiusi: la plus ancienne mention épigraphique du nom des étrusques, "Mélanges de l'École Française de Rome", tome 83 (1971), pp. 9-28.
- Massimo Pallottino, Giovanni Colonna, Naissance de Rome, catalogo della mostra al Petit Palais di Parigi, 1977.
- Franz Wieacker, Die Manios-Inschrift von Präneste: zu einer exemplarischen Kontroverse, Vandenhoeck & Ruprecht, Göttingen 1984, 29 pp. ("Nachrichten der Akademie der Wissenschaften in Göttingen. Philol.-hist. Kl.", 1984,9, pp. 373–399).

Scritti a sostegno dell'ipotesi di un falso
- Margherita Guarducci, La cosiddetta fibula prenestina. Antiquari, eruditi e falsari nella Roma dell'Ottocento, "Atti della Accademia Nazionale dei Lincei. Memorie", Classe di scienze morali, storiche e filologiche, serie VIII, vol. 28, fasc. 2, Roma 1980.
- Margherita Guarducci, Nuova appendice alla storia della «Fibula prenestina», "Rendiconti dell'Accademia Nazionale dei Lincei. Classe di Scienze morali, storiche e filologiche", ser. IX, 2 (1991), pp. 139–146.
- Arthur E. Gordon, "Illustrated Introduction to Latin Epigraphy", Berkeley/Los Angeles/London 1983, ISBN 0-520-03898-3.
- Larissa Bonfante, "Etruscan Life and Afterlife: A Handbook of Etruscan Studies", Wayne State University Press, Detroit, 1986.

Scritti che mantengono l'opinione tradizionale sull'autenticità
- Adiego Lajara, Ignasi-Xavier (2016). “La fíbula de Preneste (i no de Helbig)” a Omnia mutantur. Canvi, transformació i pervivència en la cultura clàssica, en les seves llengües i en el seu llegat (eds. Esperança Borrell i Óscar de la Cruz), SEEC, Barcelona. Pp: 29-38.
- Limón Belén, María; Fernández Martínez, Concepción (2015). “Sobre la autenticidad de la fíbula de Preneste. Las evidencias del texto y su confirmación científica” in Epigraphica, Periodico Internazionale di epigrafia, 78 1-2, Fratelli Lega Editori, Faenza. Pp. 85-101.
- Touratier, Charles (2013). La fibule de Préneste, Presses universitaires de Procence, Aix-en-Provence.
- De Simone, C. (2011) "Ancora sulla fibula Praenestina (e fine)" Wolfang Helbig e la scienza dell'autentichità del suo tempo. Atti del Convegno internazionale in occasione del 170º compleanno di Wolfang Helbig (eds. S. Örmä, K. Sandberg). Roma, Institutum Romanum Finlandiae, pp. 229-235.

- Winfred P. Lehmann, Historical Linguistics: an Introduction, 3ª ed., London, Routledge, 1993, ISBN 0-415-07242-5.
- R. Wachter, Altlateinische Inschriften. Sprachliche und epigraphische Untersuchungen zu den Dokumenten bis 150 v. Chr., Lang, Bern ecc. 1987. ISBN 3-261-03561-7.
- E. Formigli, Indagini archeometriche sull'autenticità della Fibula Praenestina. "Mitteilungen des Deutschen Archäologischen Instituts. Römische Abteilung" 99 (1992) 329-343, tavv. 88-96.
- (IT) Elisabetta Mangani, La Fibula Prenestina: oltre un secolo di discussioni. (PDF), in Bullettino di Paletnologia Italiana, vol. 99, Roma, Espera, 2014,  pp. 1-42, ISSN 0392-5250 (WC · ACNP). URL consultato il 20 settembre 2018. Ospitato su academia.edu.